# Awdl
Awdl (wal. ’krótki wiersz o jednakowym rytmie’, od odl ’rym’) – starowalijski gatunek poetycki.
Gatunek rozpowszechniony był w XII–XIII w. przed podbojem Walii przez Edwarda I. Awdlau (l. mn.) tworzyło około trzydziestu poetów działających na dworach władców Powys i Gwynedd. Czołowymi twórcami tego gatunku byli Meilyr Brydydd, Cynddelw Brydydd Mawr i Llyuwarch ap LLywelyn. W ramach gatunku awdl powstawały krótki liryki miłosne, ale także dłuższe elegie i ody (dłuższym formom sprzyjały strofy różniące się rymami). W Walii jeszcze do XIX w. używano awdl do tworzenia ód.